# Château de Joannas
Le château de Joannas est un château situé à Joannas, en France.

## Localisation
Le château est situé sur la commune de Joannas, dans le département français de l'Ardèche.

## Historique
L'édifice est inscrit au titre des monuments historiques en 1985.